# Luzule des Sudètes
Luzula sudetica
Espèce
La Luzule des Sudètes (Luzula sudetica) est une espèce de plantes vivaces de la famille des Juncacées.